# Tyson Ross
Tyson William Ross (ur. 22 kwietnia 1987) – amerykański baseballista występujący na pozycji miotacza.

## Przebieg kariery
Ross studiował na University of California w Berkeley, gdzie w latach 2006–2008 grał w drużynie uniwersyteckiej California Golden Bears. W czerwcu 2008 został wybrany w drugiej rundzie draftu przez Oakland Athletics i początkowo grał w klubach farmerskich tego zespołu, między innymi w Midland RockHounds,reprezentującym poziom 
Double-A. W Major League Baseball zadebiutował 7 kwietnia 2010 w meczu przeciwko Seattle Mariners jako reliever. W lipcu 2010 został przesunięty do zespołu Sacramento River Cats z Triple-A.
Sezon 2011 rozpoczął jako reliever, jednak z powodu kontuzji Dallasa Bradena, został przesunięty na pozycję startera, jednak w siódmym występie naciągnął mięśnie brzucha i resztę sezonu spędził w Sacramento River Cats. W 2012 rozegrał 35 meczów w Athletics i 15 spotkań w River Cats.
W listopadzie 2012 w ramach wymiany zawodników przeszedł do San Diego Padres. 17 kwietnia 2013 w meczu z Los Angeles Dodgers zaliczył pierwsze odbicie (single) w MLB, jednak przy zamachu kijem doznał urazu lewego ramienia. W lipcu 2014 po raz pierwszy został wybrany do Meczu Gwiazd.
19 stycznia 2017 podpisał roczny kontrakt z Texas Rangers. W grudniu 2017 związał się niegwarantowaną umową z San Diego Padres. W sierpniu 2018 został zawodnikiem St. Louis Cardinals.

## Życie prywatne
Jego brat, Joe Ross, zadebiutował w Major League Baseball w zespole Washington Nationals 6 czerwca 2015.

## Nagrody i wyróżnienia
| Nagroda/wyróżnienie | Lata | Źródło |
| All-Star            | 2014 | [ 8 ]  |